# Peter Bazalgette
Sir Peter Lytton Bazalgette, né le 22 mai 1953 à Londres, est un producteur de télévision britannique, ainsi que mécène des arts.
Président du directoire d’ITV de 2016 à 2022, il fut elu président de l’Arts Council England en 2012 jusqu'à 2016.

## Biographie
D'ascendance huguenote, Bazalgette étudia au Dulwich College, avant de poursuivre ses études en droit au Fitzwilliam College à Cambridge où il fut nommé M.A.
Il commence sa carrière chez BBC News en tant que chercheur, puis producteur, avant de fonder Bazal, une société de production rachetée en 1990 par Endemol, dont il est nommé président en 2005.
Nommé Knight Bachelor en 2012, Bazalgette est Fellow de la BAFTA aussi que FRTS. Il était auparavant membre du conseil d'administration de Channel 4 et vice-président de la National Film and Television School . 

## Honneurs et distinctions
- Knight Bachelor (2012)
  - BAFTA Fellowship (2000)
  - FRTS (2002), puis PRTS (2010–17)